# سر طلایی
سر طلایی فیلمی به کارگردانی و نویسندگی شعاع‌الدین مصطفی زاده ساختهٔ سال ۱۳۵۲ است.

## بازیگران
- یداله شیراندامی
- مرسده کامیاب
- فرهنگ معتمد
- پروین سیرتی
- روح اله پاک نیت
- فیروزه
- محمد ایروانی
- فارسی
- پریدخت اقبالپور
- محمد سیف الهی
- حسن رفیعی